# تری ریورز (کالیفرنیا)
تری ریورز (به انگلیسی: Three Rivers) یک منطقهٔ مسکونی در ایالات متحده آمریکا است که در شهرستان تولار، کالیفرنیا واقع شده است. تری ریورز ۱۱۵٫۲۶۹ کیلومتر مربع مساحت و ۲٬۱۸۲ نفر جمعیت دارد و ۲۵۷ متر بالاتر از سطح دریا واقع شده است.